# Lausanne-i repülőtér
A Lausanne-i repülőtér, más néven Lausanne-Blécherette repülőtér (IATA: QLS, ICAO: LSGL) kicsiny polgári repülőtér a svájci Lausanne északi részén. Menetrend szerinti kereskedelmi forgalma nincs. Az ország légimentő-szolgálata, a Rega bázisaként is funkcionál.

## Futópályák
A repülőtér futópályái:
- 18/36 (875 m, 23 m, aszfalt)

## Galéria

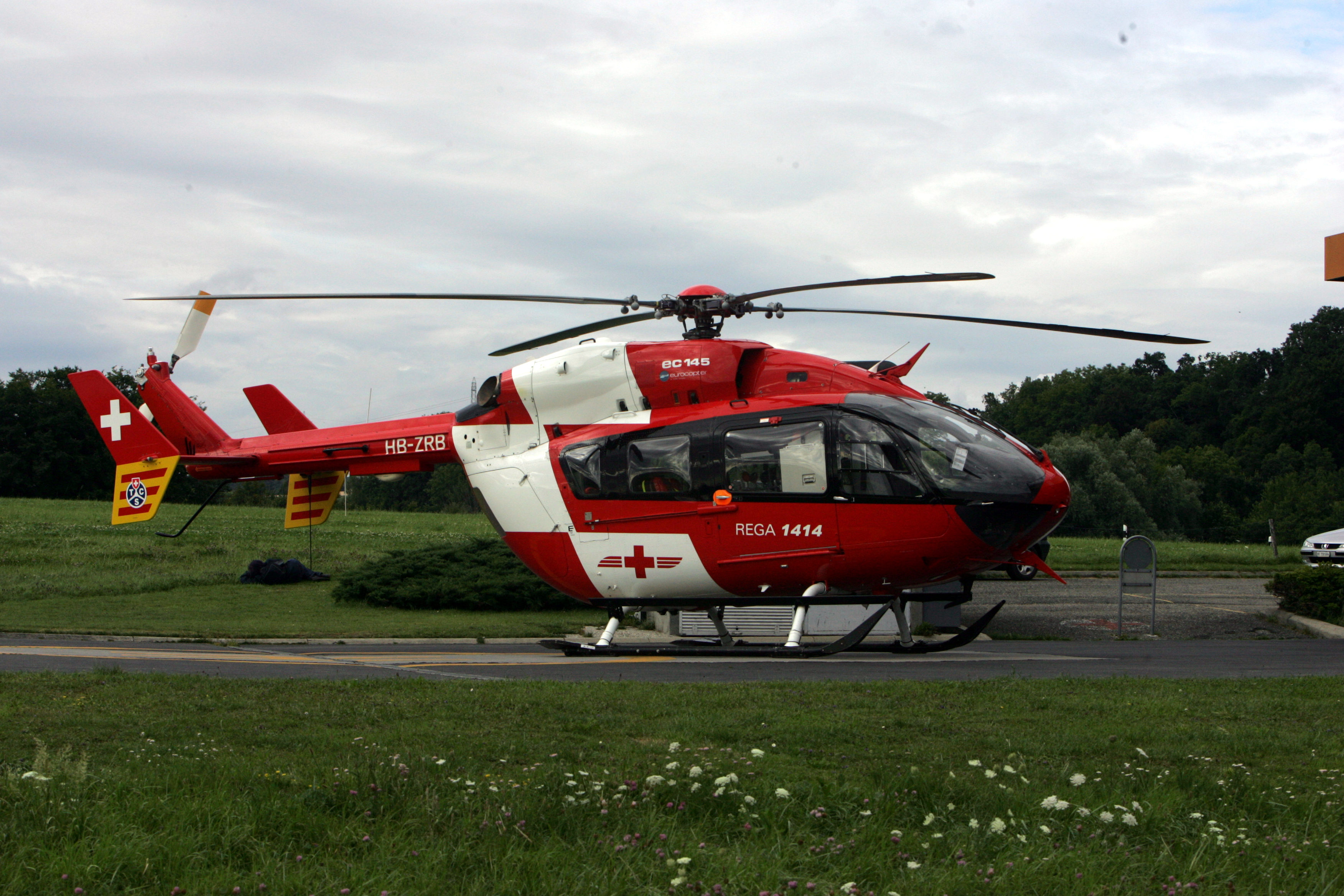
A svájci mentőszolgálatok Eurocopter EC145 típusú helikoptere a repülőtéren
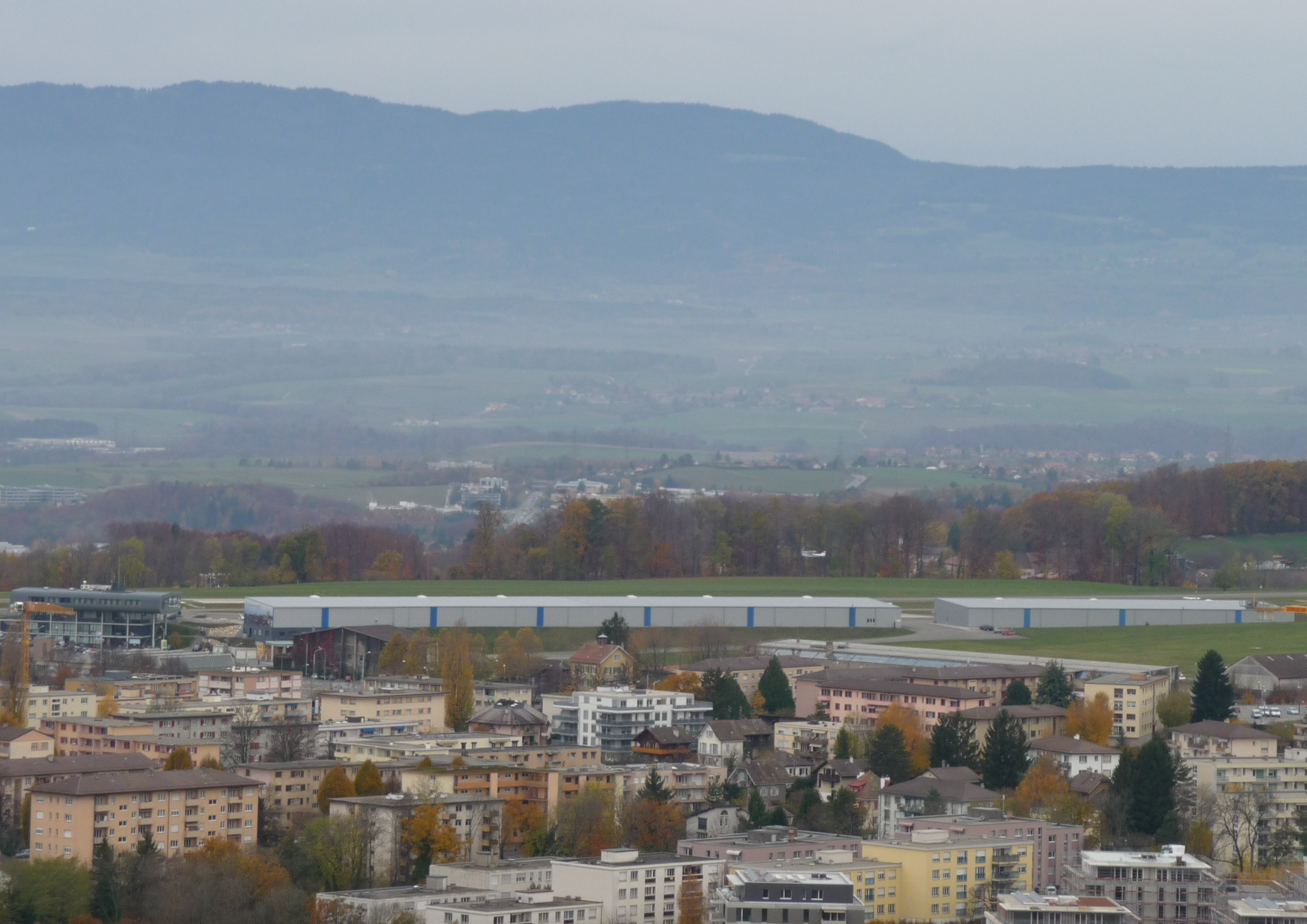
Légi felvétel a futópályáról és Blécherette környékéről
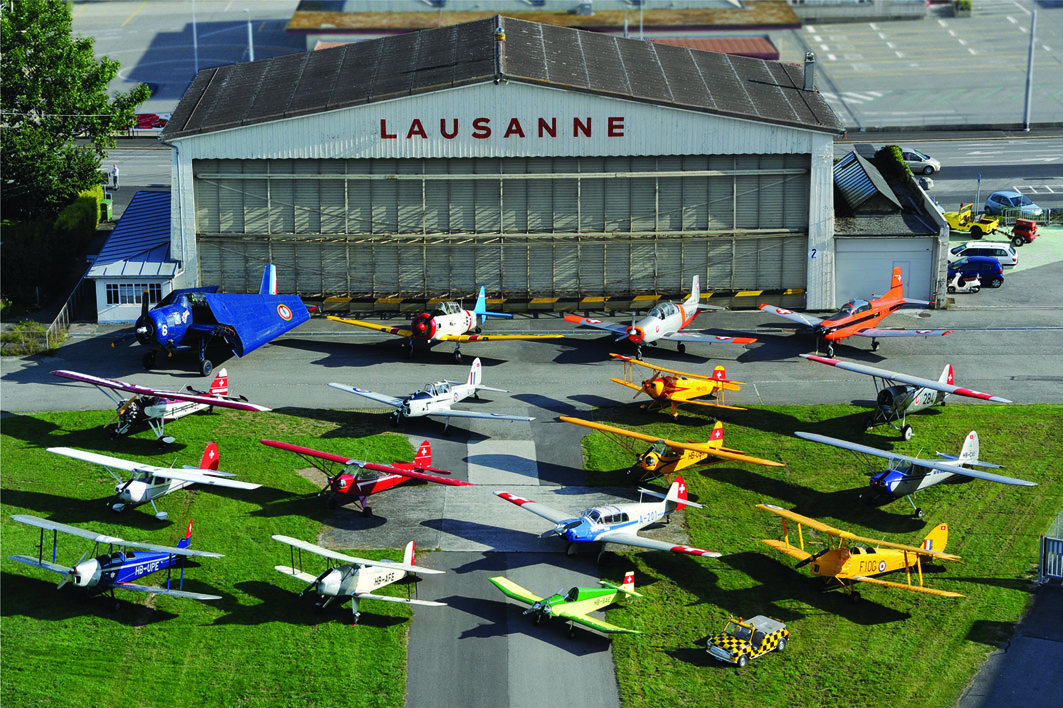
Az Association pour le maintien du patrimoine aéronautique (AMPA) történelminek számító repülőgépei a repülőtér hangára előtt